# بوكيمون هارت غولد وسول سيلفر

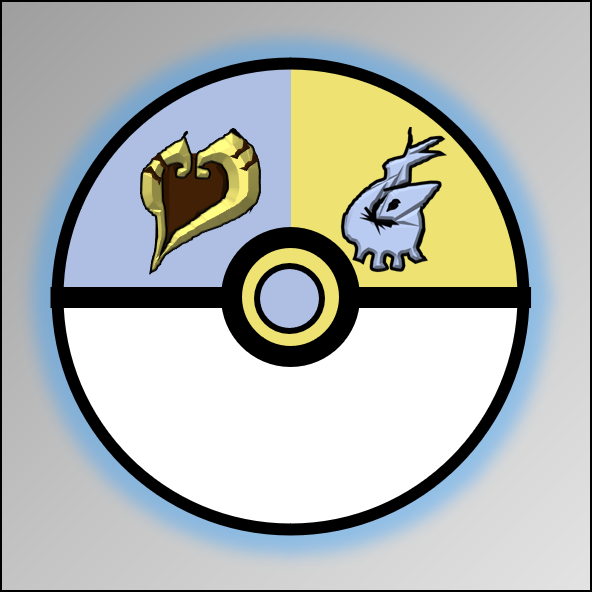
كرة ذهبية وفضية تحمل شعارين: أحدهما لقلب والآخر لروح.

بوكيمون هارت غولد وسول سيلفر (باليابانية: ポケットモンスターハートゴールド・ソウルシルバー) (نطق ياباني:Poketto Monsutā Hātogōrudo & Sōrushirubā) (بالإنجليزية: Pokémon HeartGold and SoulSilver)، هي لعبة فيديو من تطوير ستوديو جيم فريك، ومن نشر ذا بوكيمون كومباني اليابانية، صدرت في الأسواق اليابانية سنة 2009، وصدرت لبقية دول العالم سنة 2010.

## المواقع الخارجية
- الموقع الرسمي باليابانية
- الموقع الرسمي بالإنكليزية
- Pokémon HeartGold and SoulSilver Versions on Bulbapedia
  - Nintendo DS Pokémon HeartGold & SoulSilver Music Super Complete on Bulbapedia